# Land O' Lakes
Land O' Lakes és una concentració de població designada pel cens dels Estats Units a l'estat de Florida. Segons el cens del 2000 tenia 20.971 habitants.

## Demografia
Segons el cens del 2000, Land O' Lakes tenia 20.971 habitants, 7.646 habitatges, i 5.979 famílies. La densitat de població era de 434,9 habitants/km².
Dels 7.646 habitatges en un 39,7% hi vivien nens de menys de 18 anys, en un 66% hi vivien parelles casades, en un 9% dones solteres, i en un 21,8% no eren unitats familiars. En el 16,3% dels habitatges hi vivien persones soles el 4,8% de les quals corresponia a persones de 65 anys o més que vivien soles. El nombre mitjà de persones vivint en cada habitatge era de 2,73 i el nombre mitjà de persones que vivien en cada família era de 3,08.
Per edats la població es repartia de la següent manera: un 27,3% tenia menys de 18 anys, un 5,7% entre 18 i 24, un 32,1% entre 25 i 44, un 25% de 45 a 60 i un 9,9% 65 anys o més.
L'edat mediana era de 38 anys. Per cada 100 dones de 18 o més anys hi havia 95,3 homes.
La renda mediana per habitatge era de 56.789 $ i la renda mediana per família de 60.721 $. Els homes tenien una renda mediana de 41.593 $ mentre que les dones 30.735 $. La renda per capita de la població era de 23.230 $. Entorn del 3,4% de les famílies i el 4,9% de la població estaven per davall del llindar de pobresa.

## Poblacions més properes
El següent diagrama mostra les poblacions més properes.